# Schildstaartslangen
Schildstaartslangen (Uropeltidae) zijn een kleine familie van verborgen levende slangen.

## Naam en indeling
De wetenschappelijke naam van de groep werd voor het eerst voorgesteld door Johannes Peter Müller in 1832. De familie wordt vertegenwoordigd door 56 soorten in zeven verschillende geslachten.
De wetenschappelijke familienaam Uropeltidae is afgeleid van de Griekse woorden 'oura' (staart) en 'peltē' (schild) en de toevoeging -idae die voor familiegroepen wordt gebruikt.

## Uiterlijke kenmerken
De grootste soort is Rhinophis oxyrhynchus, die ongeveer 60 centimeter lang wordt. De meeste schildstaartslangen blijven echter aanmerkelijk kleiner en worden nog geen dertig cm lang. De lichaamskleur is meestal onopvallend maar er zijn soorten die felle rode of gele kleuren hebben of een opvallende iriserende glans. 
Schildstaartslangen hebben geen pootrestanten meer zoals bij andere slangen wel voorkomt. Ze bezitten een zeer korte staart die meestal in een verharde, stekel-achtige punt eindigt. Deze stekel kan ook bestaan uit een dubbele stekel of een plat oppervlak hebben met vele kleinere stekeltjes. De staartpunt wordt waarschijnlijk niet gebruikt voor de verdediging maar ondersteunt vermoedelijk de graafbewegingen van de slang.
Een zeer typisch kenmerk zijn de ogen die voorzien zijn van een doorzichtige, beschermende schub. Andere kenmerken van de soorten uit deze familie zijn het ontbreken van sporen van achterpoten, die bij de meeste slangen nog wel zijn waar te nemen.

## Levenswijze
Vrijwel alle soorten leiden een gravend bestaan. Omdat veel soorten klein blijven eten ze ook wat kleinere prooien. Schildstaartslangen zijn wormen- en insecteneters en jagen niet op gewervelde dieren zoals de meeste andere slangen.

## Verspreiding en habitat
Alle soorten komen voor in delen van Azië en leven in zuidelijk India en Sri Lanka. Een groot aantal soorten komt echter alleen voor in India. De habitat bestaat meestal uit vochtige tot droge tropische en subtropische bossen, meestal in bergstreken. Veel soorten kunnen ook overleven in door de mens aangelegde omgevingen, zoals plantages. 

## Geslachten
De familie wordt verdeeld in zeven geslachten die onderstaand zijn weergegeven, met de auteur en het verspreidingsgebied.
| Naam             | Auteur                 | Aantal soorten | Verspreidingsgebied |
| ---------------- | ---------------------- | -------------- | ------------------- |
| Melanophidium    | Günther, 1864          | 4              | India               |
| Platyplectrurus  | Günther, 1864          | 2              | India, Sri Lanka    |
| Plectrurus       | Duméril & Bibron, 1851 | 3              | India               |
| Pseudoplectrurus | Beddome, 1870          | 1              | India               |
| Rhinophis        | Hemprich, 1820         | 20             | India, Sri Lanka    |
| Teretrurus       | Beddome, 1886          | 2              | India               |
| Uropeltis        | Cuvier, 1829           | 24             | India               |